# Przemków
Przemków é um município da Polônia, na voivodia da Baixa Silésia e no condado de Polkowice. Estende-se por uma área de 6,53 km², com 6 500 habitantes, segundo os censos de 2016, com uma densidade de 1020,4 hab/km².